# Línea 2 (Montevideo)
La línea 2 es una línea urbana de Montevideo que une Portones Shopping con el Hospital Saint Bois en Lezica. 

## Antecedentes

Línea 2 siendo operada por tranvías

En julio de 1907 La Transatlántica crea una línea de tranvías entre la Aduana y el Prado denominada línea 2. Dicha línea, sería adquirida posteriormente por la Sociedad Comercial de Montevideo y en los años cuarenta por la Administración Municipal de Transporte, quien en 1955 cesa sus servicios.

## Historia

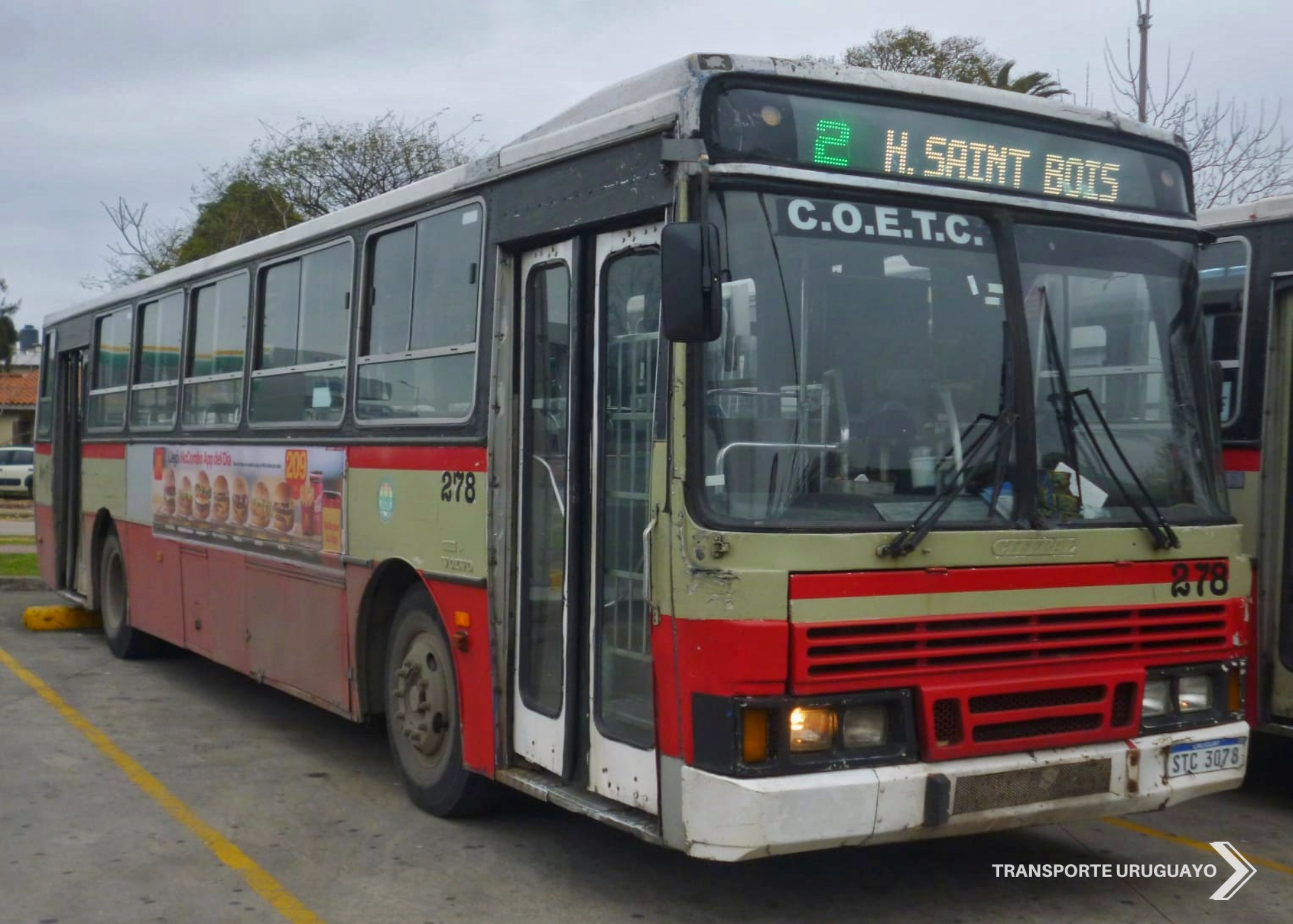
Histórica unidad Ciferal operando en la línea 2

En 1975 es creada a modo de sustitución de la línea 202 adquirida por la cooperativa Rápido Internacional Cooperativo como consecuencia del cierre de la Administración Municipal de Transporte. Tras su adquisición dicha cooperativa decide modificar su denominación y dejarla como línea 2.
Comenzó a operar sus servicios en febrero del año 1976, siendo operada por dicha cooperativa durante cuarenta y un años, debido a que el 10 de junio de 2016 los servicios de esta cooperativa son suprimidos a consecuencia del inminente cierre de la cooperativa Rápido Internacional Cooperativo.
Tras sus días de inactividad, parte de su recorrido comenzó a ser prestado por una línea local, con el prefijo  de L50 y unía la Plaza Vidiella y el Hospital Saint Bois. Este servicio de emergencia, duró solamente 10 días hasta establecer nuevamente la línea 2 tras ser adquirida por la Cooperativa de Obreros y Empleados del Transporte.
El 8 de diciembre de 2012 con la apertura de la Terminal Colón, desde ese momento se iniciaba los servicios de una nueva línea local con el prefijo de G5 y unía la terminal con el Hospital Saint Bois, además de contar con un recorrido igual al de la línea 2. En marzo de 2013 la Intendencia de Montevideo modificó el recorrido de la línea G5, haciéndola intercalar con sus líneas originales 329  y 2. Un año más tarde se produjo la eliminación total de la G5, volviendo a prestar en su totalidad los servicios su línea original.

## Recorridos
Parte desde el Hospital Saint Bois o la Terminal Colón y culmina en sus dos destinos: Playa Malvín o Portones Shopping.
| Ida: Hospital Saint Bois > Portones Shopping - Vehicular Peatonal - Guanahany - Gutemberg - Veraguas - Avda. Lezica - Yegros - Cno. Durán - Calderón de la Barca - Corredor Garzón - Andén 3 (Terminal Colón) - Cno. Carmelo Colman - Corredor Garzón - Cno. Ariel - Avda. Sayago - Bulevar José Batlle y Ordóñez - Avenida Dámaso Antonio Larrañaga - Joanicó - Mariano Moreno - Avenida 8 de Octubre - Comercio - Avda. Mariscal Francisco Solano López - Verdi - Ámsterdam - Velsen - Almería - Aconcagua - Caramuru - Avenida Bolivia - Terminal Portones. | Vuelta: Portones Shopping > Hospital Saint Bois - Avenida Bolivia - Belastiquí - Avenida Rivera - Alejandro Gallinal - Aconcagua - Almería - Hipólito Yrigoyen - Avenida Rivera - Avda. Mariscal Francisco Solano López - Comercio - José Antonio Cabrera - Gobernador Viana - Avenida 8 de Octubre - Avda. Dámaso Antonio Larrañaga - Juan Jacobo Rousseau - Bulevar José Batlle y Ordóñez - Avda. Sayago - Cno. Ariel - Corredor Garzón - Andén 5 (Terminal Colón) - Cno. Carmelo Colman - Corredor Garzón - Calderón de la Barca - Cno. Durán - Yegros - Avda. Lezica - Guanahany - Vehicular Peatonal - Hospital Saint Bois. |